# معاهدة زهاب

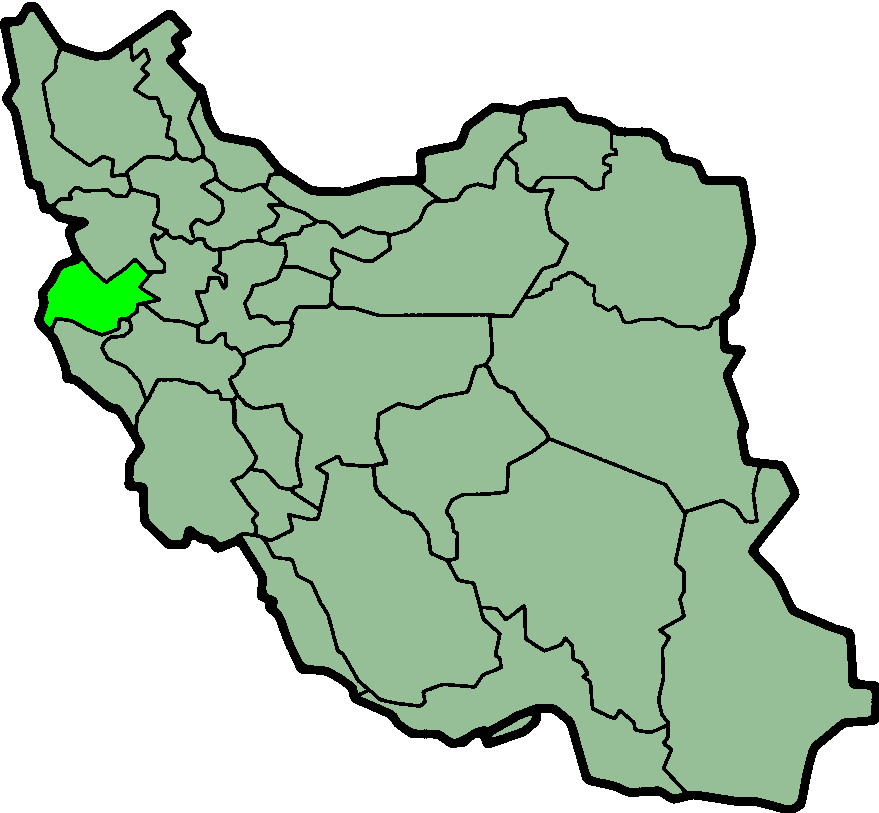
قضاء قصر شيرين في محافظة كرمنشاه

معاهدة قصر شيرين أو معاهدة زهاب (بالتركية: Kasr-ı Şirin Antlaşması ؛ بالإنگليزية: Treaty of Qasr-e-Shirin) هي معاهدة وقعت بين الدولة العثمانية والدولة الصفوية في 17 مايو 1639 في قصر شيرين شرق كركوك.
أنهت هذه المعاهدة الحرب التي استمرت بين الجانبين خمسة عشر عامًا في عهد السلطان مراد الرابع العثماني. وعينت هذه المعاهدة الحدود بين الجانبين على أساس الوضع الراهن، آنذاك. فأعطت يريفان في جنوب القوقاز لإيران والعراق للدولة العثمانية. وقد ظلت حدود معاهدة قصر شيرين معتبرة حتى الوقت الحاضر. وبالرغم من المعاهدة فالخلافات الحدودية لم تنته، ففي الفترة من 1555 حتى 1918، وقعت الدولتان على ما لا يقل عن 18 معاهدة تتعلق بخلافات حدودية.